# Acroporium secundum
Acroporium secundum là một loài Rêu trong họ Sematophyllaceae. Loài này được (Reinw. & Hornsch.) M. Fleisch. mô tả khoa học đầu tiên năm 1923.